# Toyota RegiusAce

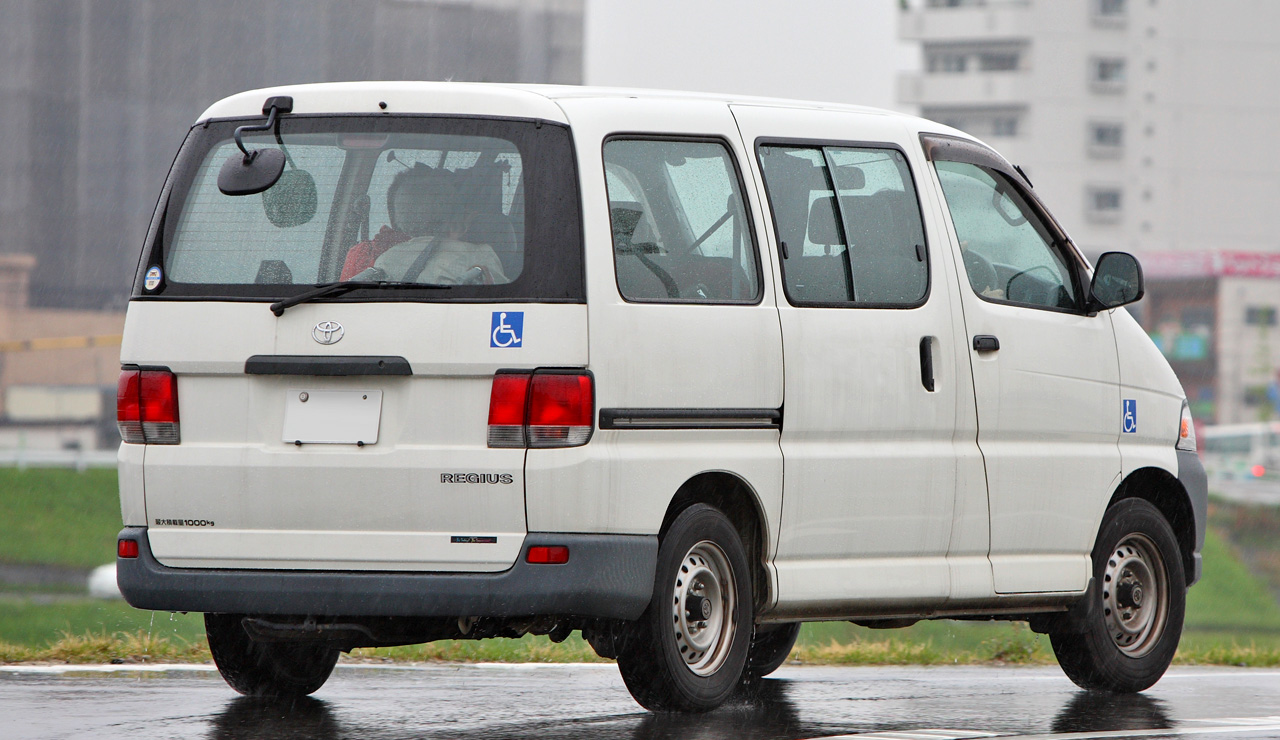
RegiusAce-tył

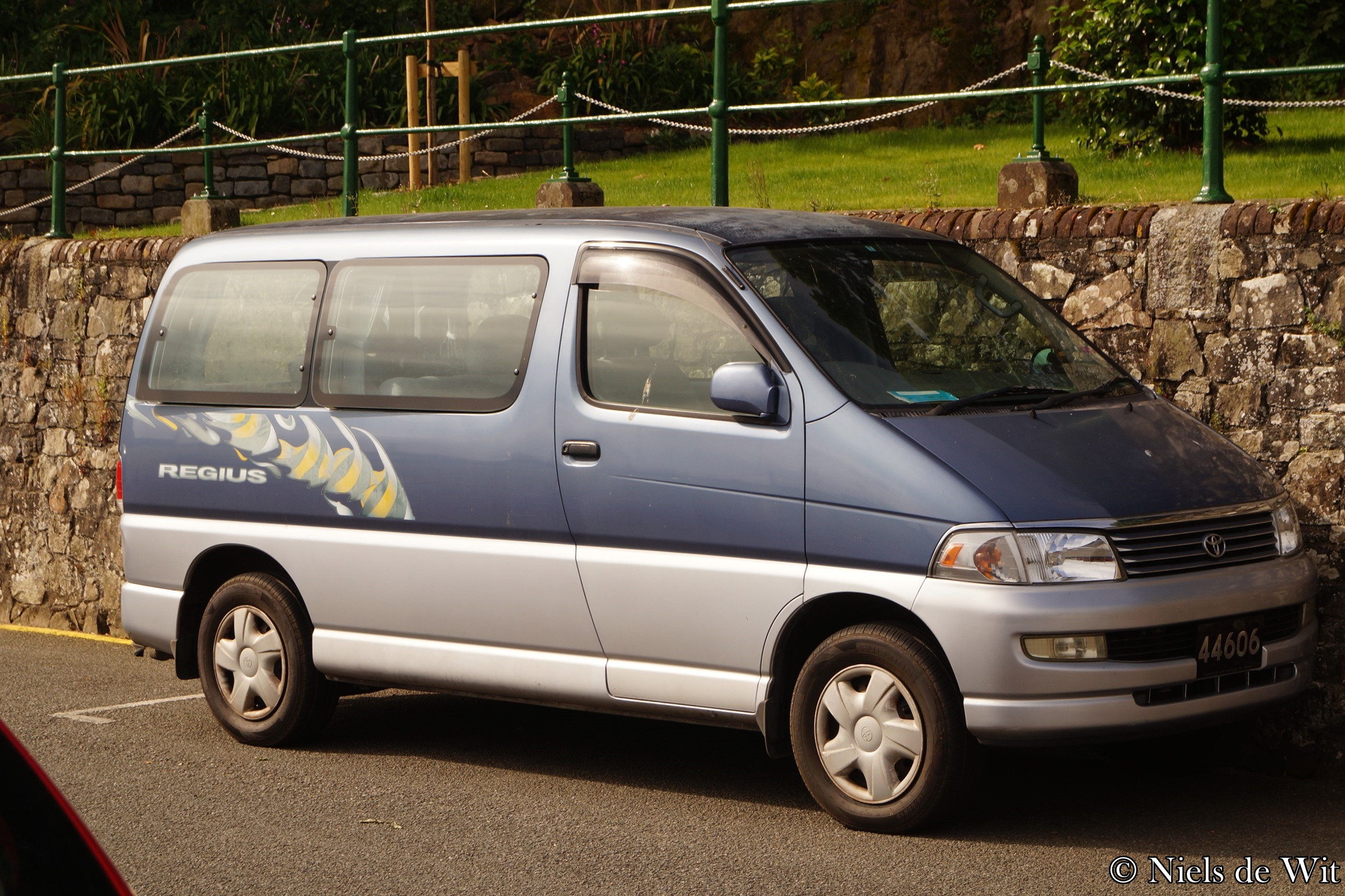
RegiusAce-przód

Toyota RegiusAce – rodzina vanów produkowanych pod japońską marką Toyota od 1999 roku. 
Pojazd został wprowadzony na rynek w lipcu 1999 roku, była to z zasadzie bliźniacza wersja innego vana Toyoty, Hiace. Dostępne warianty różniły się tylko długością nadwozia, wysokość była w każdym z nich taka sama. Do napędu używano silników R4 3.0 L (diesel) i benzynowego R4 2.0. Rozstaw osi wynosił od 2330 do 2890 mm. W sierpniu 2004 pojazd został dogłębnie zmodernizowany, wciąż opierano się na równoległej generacji Hiace. Do napędu używano m.in. silnika R4 2.5 2KD-FTV. Pierwsza generacja sprzedawana była przez kanał Toyota Vista, druga zaś przez Netz.                                                                                                                                                                 